# Драфт НБА 1995
Драфт НБА 1995 року відбувся 28 червня в SkyDome в Торонто (Канада). Він став першим драфтом, проведеним за межами США і першим для двох канадських команд розширення, Торонто Репторз і Ванкувер Ґріззліс. Кевін Гарнетт став першим за два десятиліття гравцем, обраним під першим номером одразу після закінчення середньої школи. Згодом Гарнетт 15 разів потрапляв на Матч всіх зірок, 9 разів до Збірної всіх зірок (чотири з них - до першої команди), один раз став найціннішим гравцем, а також багато інших досягнень. Рашід Воллес і Джері Стекгауз також мали успішні кар'єри, потрапивши на Матч всіх зірок по 4 та 2 рази відповідно. Воллес став чемпіоном НБА 2004 року в складі Детройт Пістонс, тоді як Стекгауз набрав найбільшу загальну кількість очок в сезоні 2000 року, також у складі Пістонс.
Інші перші номери вибору також мали відносно продуктивні кар'єри, але вважають, що вони не розкрили весь свій потенціал. Джо Сміт набирав досить багато, але не вражаюче і його вважають розчаруванням як для першого номера. Крім того, він став учасником скандалу зі стелею зарплатні в складі Міннесота Тімбервулвз. Антоніо Макдаєсс один раз потрапив на Матч всіх зірок, але серйозна і тривала травма коліна не дозволила йому показати всіх можливостей на пікові кар'єри. Деймон Стадемаєр став  новачком року в сезоні 1995–1996 і мав досить непогану кар'єру, хоча його арештовували, затримували і штрафували кілька разів за володіння марихуаною. Брант Рівз вражав на початку кар'єри, але після продовження контракту на шість років на суму $61.8 мільйонів його показники зменшились через проблеми з вагою та спиною. Він завершив кар'єру після шести років у НБА, всі в складі Ванкувер Ґріззліс.

## Драфт

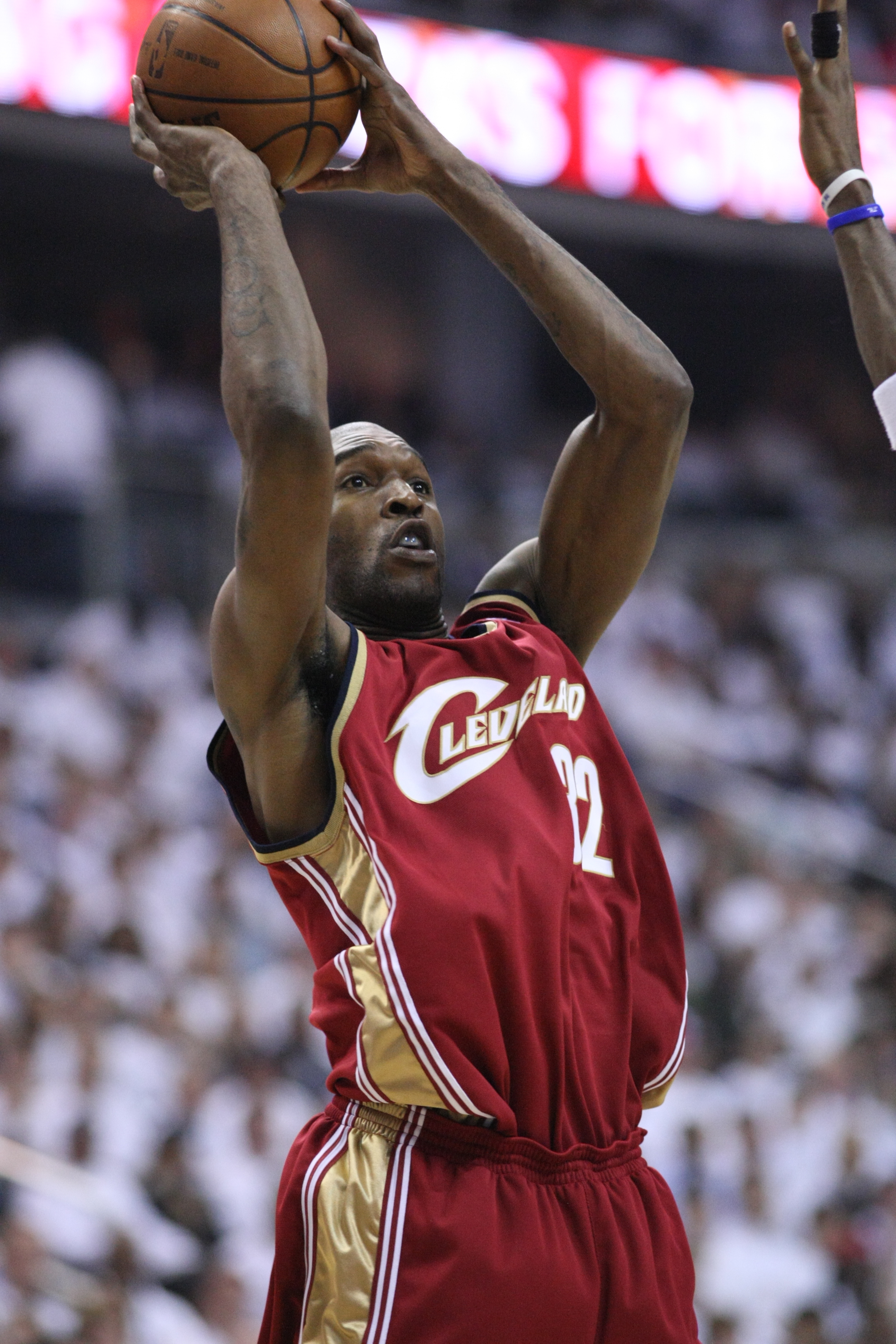
Джо Сміт, 1-й пік Голден-Стейт Ворріорс

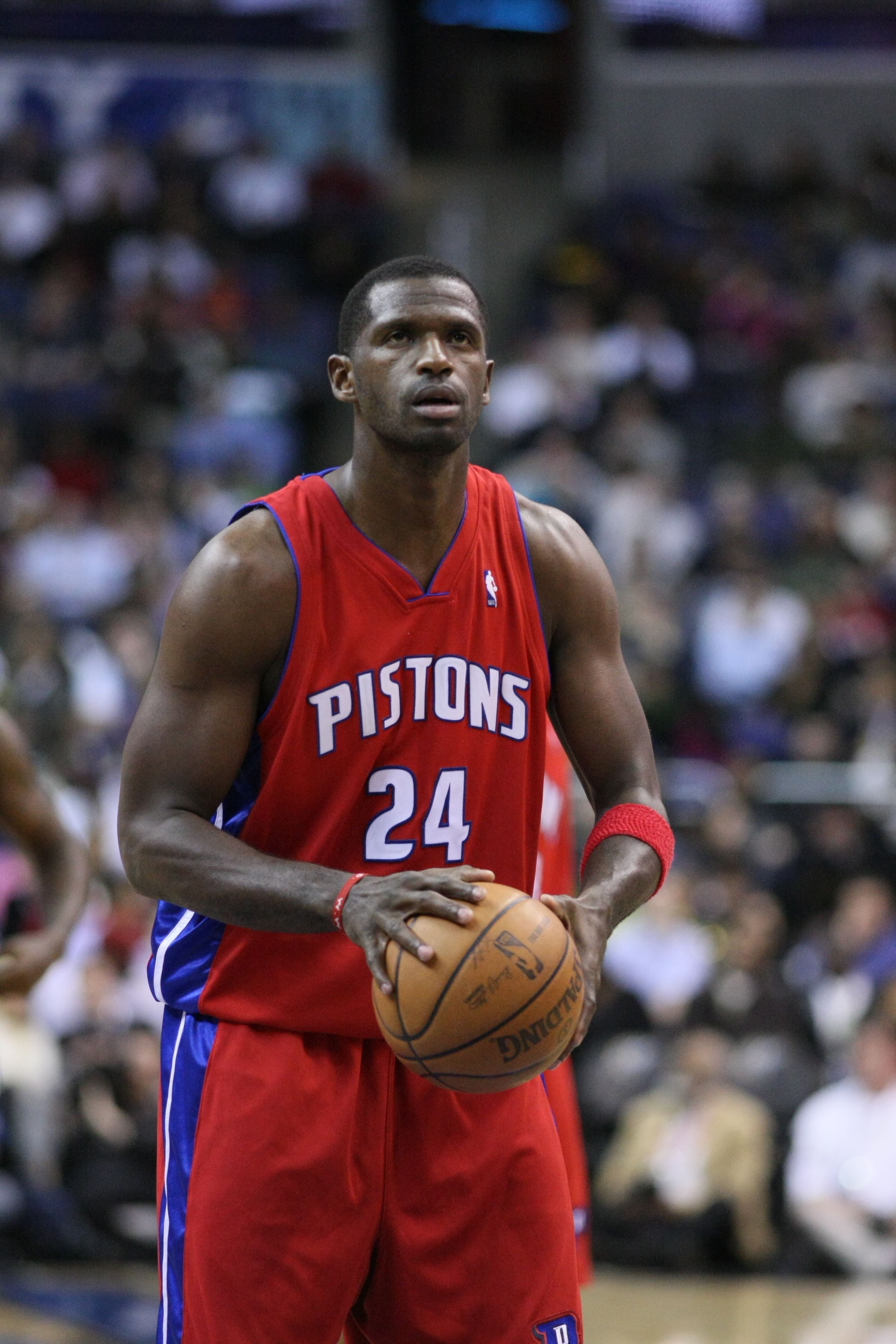
Антоніо Макдаєсс,2-й пік Лос-Анджелес Кліпперс (обміняний до Денверу)

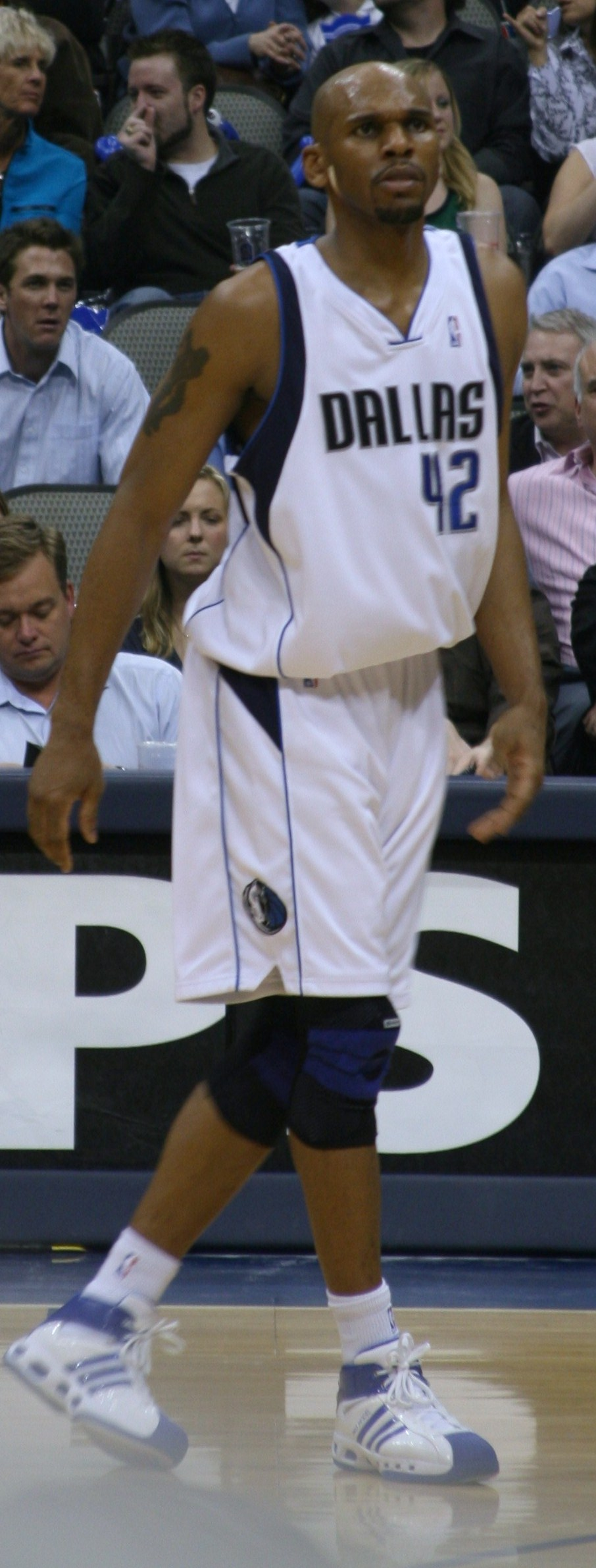
Джеррі Стекгауз, 3-й пік Філадельфія Севенті-Сіксерс

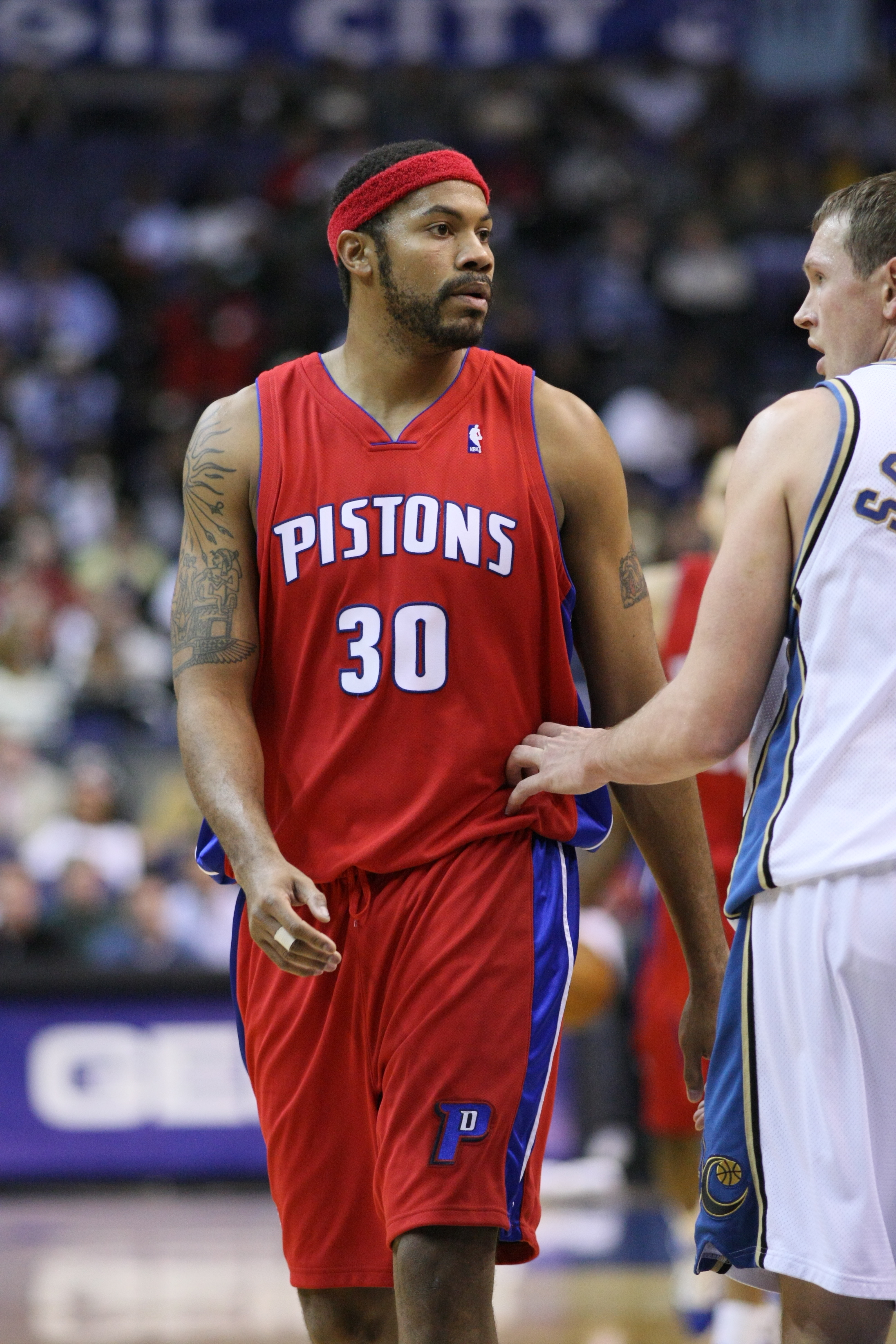
Рашід Воллес, 4-й пік Вашингтон Буллетс

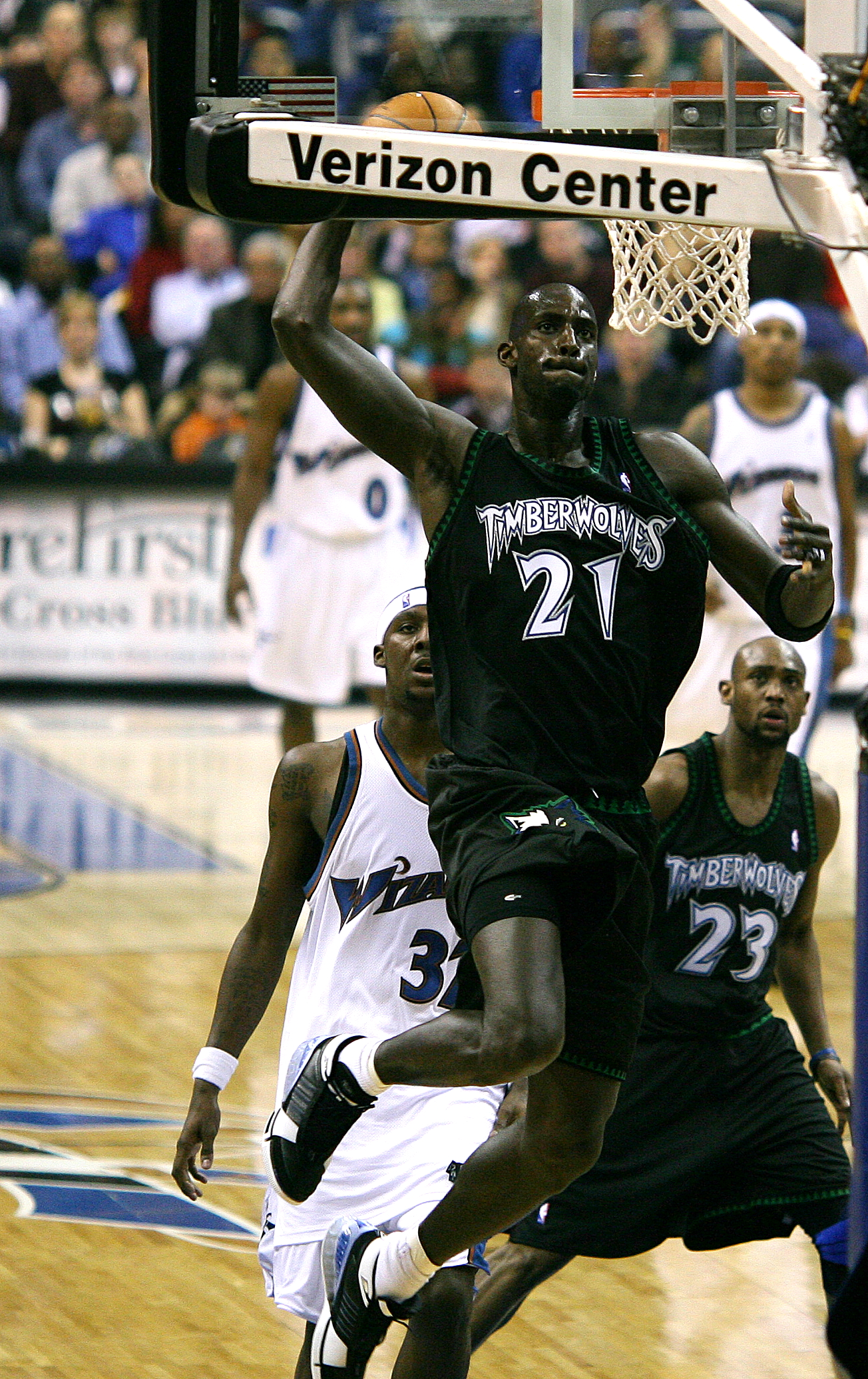
Кевін Гарнетт, 5-й пік Міннесота Тімбервулвз

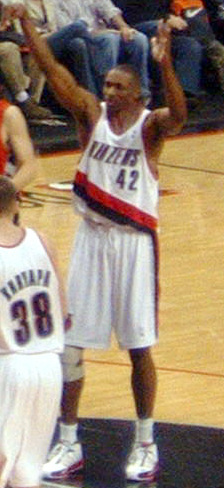
Тео Ретліфф 18-й пік Детройт Пістонс

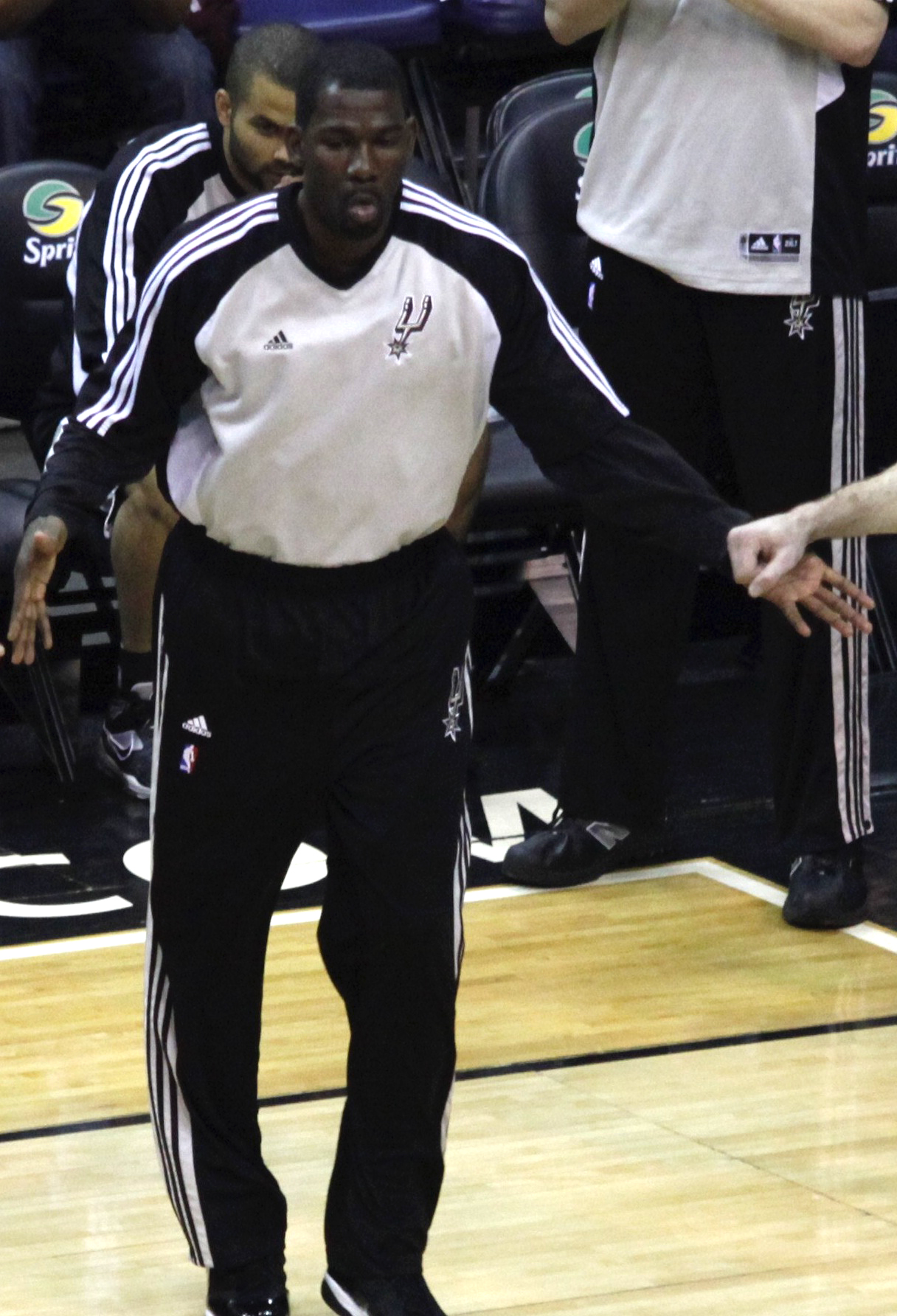
Майкл Фінлі, 21-й пік Фінікс Санз

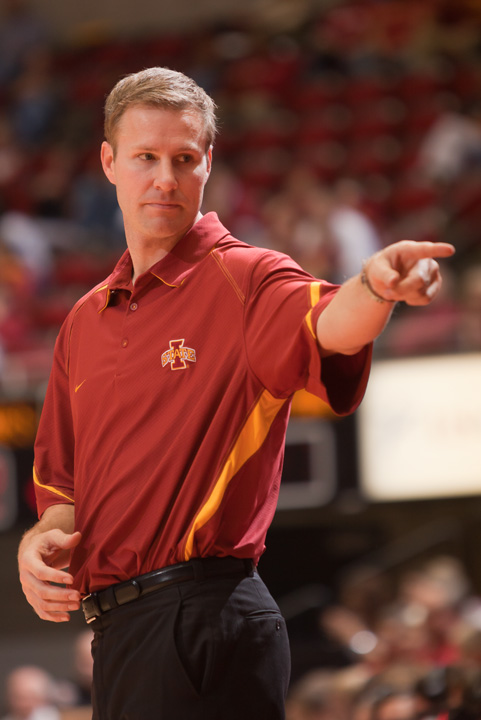
Фред Гойберг, 52-й пік Індіана Пейсерз

| G | Захисник | РЗ | Розігруючий захисник | АЗ | Атакувальний захисник | F | Нападник | ЛФ | Легкий форвард | ВФ | Важкий форвард | C | Центровий |

| * | Позначає гравців, які взяли участь принаймні в одній грі матчу всіх зірок НБА і потрапили до Збірної всіх зірок НБА |
| + | Позначає гравців, які взяли участь принаймні в одній грі матчу всіх зірок НБА                                       |
| x | Позначає гравців, які принаймні один раз потрапили до Збірної всіх зірок НБА                                        |
| # | Позначає гравців, які жодного разу не грали в регулярному сезоні НБА або плей-оф                                    |

| Round | Pick | Гравець              | Позиція | Громадянство                       | NBA Team                                                  | Школа/Клуб                         |
| ----- | ---- | -------------------- | ------- | ---------------------------------- | --------------------------------------------------------- | ---------------------------------- |
| 1     | 1    | Джо Сміт             | ВФ      | США                                | Голден-Стейт Ворріорс                                     | Меріленд (Соф.)                    |
| 1     | 2    | Антоніо Макдаєсс*    | ВФ      | США                                | Лос-Анджелес Кліпперс (проданий у Денвер)[a]              | Алабама (Соф.)                     |
| 1     | 3    | Джеррі Стекгауз+     | АЗ      | США                                | Філадельфія Севенті-Сіксерс                               | Північна Кароліна (Соф.)           |
| 1     | 4    | Рашід Воллес+        | ВФ      | США                                | Вашингтон Буллетс                                         | Північна Кароліна (Соф.)           |
| 1     | 5    | Кевін Гарнетт*       | ВФ      | США                                | Міннесота Тімбервулвз                                     | Farragut Academy HS (Чикаго)       |
| 1     | 6    | Браянт Рівз          | C       | США                                | Ванкувер Ґріззліс                                         | Оклахома Стейт (Ср.)               |
| 1     | 7    | Деймон Стадемаєр     | РЗ      | США                                | Торонто Репторз                                           | Аризона (Ср.)                      |
| 1     | 8    | Шон Респерт          | АЗ      | США                                | Портленд Трейл-Блейзерс (від Детройт, проданий у Мілвокі) | Мічиган Стейт (Ср.)                |
| 1     | 9    | Ед О'Баннон          | ЛФ      | США                                | Нью-Дже́рсі Нетс                                           | УКЛА (Ср.)                         |
| 1     | 10   | Курт Томас           | ВФ/C    | США                                | Маямі Гіт                                                 | ТКЮ (Ср.)                          |
| 1     | 11   | Гері Трент           | ВФ      | США                                | Мілвокі Бакс (проданий у Портленд)                        | Огайо (Дж.)                        |
| 1     | 12   | Черокі Паркс         | C       | США                                | Даллас Маверікс                                           | Дьюк (Ср.)                         |
| 1     | 13   | Корлісс Вільямсон    | ВФ      | США                                | Сакраменто Кінґс                                          | Арканзас (Дж.)                     |
| 1     | 14   | Ерік Вільямс         | ЛФ      | США                                | Бостон Селтікс                                            | Провіденс (Ср.)                    |
| 1     | 15   | Брент Баррі          | АЗ      | США                                | Денвер Наггетс (проданий у ЛА Кліпперс)[a]                | Орегон Стейт (Ср.)                 |
| 1     | 16   | Алан Гендерсон       | ВФ      | США                                | Атланта Гокс                                              | Індіана (Ср.)                      |
| 1     | 17   | Боб Сура             | АЗ      | США                                | Клівленд Кавальєрс                                        | Флорида Стейт (Ср.)                |
| 1     | 18   | Тео Ретліфф+         | ВФ/C    | США                                | Детройт Пістонс (від Портленд)                            | Вайомінг (Ср.)                     |
| 1     | 19   | Рендольф Чілдресс    | РЗ      | США                                | Детройт Пістонс (від Х'юстон через Портленд)              | Вейк Форест (Ср.)                  |
| 1     | 20   | Джейсон Кеффі        | ВФ      | США                                | Чикаго Буллз                                              | Алабама (Ср.)                      |
| 1     | 21   | Майкл Фінлі*         | ЛФ/SG   | США                                | Фінікс Санз (від ЛА Лейкерс)                              | Вісконсін (Ср.)                    |
| 1     | 22   | Джордж Зідек         | C       | Чехія                              | Шарлотт Горнетс                                           | УКЛА (Ср.)                         |
| 1     | 23   | Тревіс Бест          | РЗ      | США                                | Індіана Пейсерз                                           | Джорджия Тек (Ср.)                 |
| 1     | 24   | Лорен Маєр           | ВФ      | США                                | Даллас Маверікс (від Нью-Йорк)                            | Айова Стейт (Ср.)                  |
| 1     | 25   | Девід Вон III        | ВФ/C    | США                                | Орландо Меджик                                            | Мемфіс (Дж.)                       |
| 1     | 26   | Шерелл Форд          | ВФ      | США                                | Сіетл Суперсонікс                                         | ЮІЧ (Ср.)                          |
| 1     | 27   | Маріо Беннетт        | ВФ      | США                                | Фінікс Санз                                               | Аризона Стейт (Дж.)                |
| 1     | 28   | Грег Остертаг        | C       | США                                | Юта Джаз                                                  | Канзас (Ср.)                       |
| 1     | 29   | Корі Алекзандер      | РЗ      | США                                | Сан-Антоніо Сперс                                         | Вірджинія (Дж.)                    |
| 2     | 30   | Лу Ро                | F       | США                                | Детройт Пістонс                                           | УМасс (Ср.)                        |
| 2     | 31   | Драган Тарлач        | C       | Союзна Республіка Югославія Греція | Чикаго Буллз                                              | Олімпіакос (Греція)                |
| 2     | 32   | Терренс Ренчер       | G       | США                                | Вашингтон Буллетс                                         | Техас (Ср.)                        |
| 2     | 33   | Джуніор Барроу       | F       | США                                | Бостон Селтікс                                            | Вірджинія (Ср.)                    |
| 2     | 34   | Ендрю Деклерк        | ВФ/C    | США                                | Голден-Стейт Ворріорс                                     | Флорида (Ср.)                      |
| 2     | 35   | Джиммі Кінг          | G       | США                                | Торонто Репторз                                           | Мічиган (Ср.)                      |
| 2     | 36   | Лоренс Моутен        | G       | США                                | Ванкувер Ґріззліс                                         | Сірак'юс (Ср.)                     |
| 2     | 37   | Френкі Кінг          | G       | США                                | Лос-Анджелес Лейкерс                                      | Західна Кароліна (Ср.)             |
| 2     | 38   | Рашард Гріффіт #     | C       | США                                | Мілвокі Бакс                                              | Вісконсін (Соф.)                   |
| 2     | 39   | Донні Маршалл        | F       | США                                | Клівленд Кавальєрс                                        | Коннектикут (Ср.)                  |
| 2     | 40   | Двейн Вітфілд        | F       | США                                | Голден-Стейт Ворріорс                                     | Джексон Стейт (Ср.)                |
| 2     | 41   | Ерік Мік#            | C       | США                                | Х'юстон Рокетс                                            | Дьюк (Ср.)                         |
| 2     | 42   | Донні Бойс           | G       | США                                | Атланта Гокс                                              | Колорадо (Ср.)                     |
| 2     | 43   | Ерік Сноу            | РЗ      | США                                | Мілвокі Бакс                                              | Мічиган Стейт (Ср.)                |
| 2     | 44   | Ентоні Пелле#        | C       | США                                | Денвер Наггетс                                            | Фресно Стейт (Ср.)                 |
| 2     | 45   | Трой Браун#          | F/C     | США                                | Атланта Гокс                                              | Провіденс (Ср.)                    |
| 2     | 46   | Джордж Бенкс#        | F       | США                                | Маямі Гіт                                                 | УТЕП (Ср.)                         |
| 2     | 47   | Таюс Едні            | РЗ      | США                                | Сакраменто Кінґс                                          | УКЛА (Ср.)                         |
| 2     | 48   | Марк Девіс           | G/F     | США                                | Міннесота Тімбервулвз                                     | Техас Тек (Ср.)                    |
| 2     | 49   | Джером Аллен         | G       | США                                | Міннесота Тімбервулвз                                     | Пенсильванія (Ср.)                 |
| 2     | 50   | Мартін Льюїс         | F       | США                                | Голден-Стейт Ворріорс                                     | Округ Сюорд (Соф.)                 |
| 2     | 51   | Деян Бодірога#       | ЛФ      | Союзна Республіка Югославія        | Сакраменто Кінґс                                          | Олімпія (Стефанель) Мілан (Італія) |
| 2     | 52   | Фред Гойберг         | АЗ      | США                                | Індіана Пейсерз                                           | Айова Стейт (Ср.)                  |
| 2     | 53   | Константин Попа#     | C       | Румунія                            | Лос-Анджелес Кліпперс                                     | Маямі (Флорида) (Ср.)              |
| 2     | 54   | Еуреліюс Жукаускас # | C       | Литва                              | Сіетл Суперсонікс                                         | Нептунас Клайпеда (Литва)          |
| 2     | 55   | Майкл Макдональд     | C       | США                                | Голден-Стейт Ворріорс                                     | Нью-Орлінс (Ср.)                   |
| 2     | 56   | Кріс Карр            | G       | США                                | Фінікс Санз                                               | Південний Іллінойс (Дж.)           |
| 2     | 57   | Куонзо Мартін        | G/F     | США                                | Атланта Гокс                                              | Пердью (Ср.)                       |
| 2     | 58   | Дон Рід              | F       | США                                | Детройт Пістонс                                           | Джорджтаун (Ср.)                   |

1. ↑  Громадянство означає національну збірну гравця, або яку країну він представляє. Якщо гравець не грав на міжнародному рівні, тоді цей пункт означає за збірну якої країни він може грати за правилами FIBA.

## Помітні гравці, яких не задрафтовано
Цих гравців не вибрано під час драфту 1995 року, але вони зіграли принаймні в одній грі регулярного сезону або плей-оф НБА.
| Гравець         | Поз. | Громадянство    | Школа/Клуб          |
| --------------- | ---- | --------------- | ------------------- |
| Джон Амеічі     | C    | Велика Британія | Пенн Стейт (Sr.)    |
| Рік Брансон     | G    | США             | Темпл (Sr.)         |
| Джон Коукер     | C    | США             | Бойсі Стейт (Sr.)   |
| Нейт Дріггерс   | АЗ   | США             | Монтівелло (Sr.)    |
| Томас Гамільтон | C    | США             | Піттсбург (So.)     |
| Майкл Гокінс    | РЗ   | США             | Зав'єр (Sr.)        |
| Джерард Кінг    | ЛФ   | США             | Ніколлз Стейт (Sr.) |
| Метт Мелоуні    | G    | США             | Пенн (Sr.)          |
| Клін Макденіел  | АЗ   | США             | Арканзас (Sr.)      |
| Кевін Оллі      | G    | США             | Коннектикут (Sr.)   |
| Ларрі Сайкс     | ВФ   | США             | Зав'єр (Sr.)        |

## Угоди щодо драфт-піків

### Угоди під час драфту
У день драфту відбулись такі угоди, які включали задрафтованих гравців.
- a  Лос-Анджелес Кліпперс передав Ренді Вудса і драфтові права на Антоніо Макдаєсса до Денвер Наггетс в обмін на Родні Роджерса і драфтові права на Брента Баррі.